# Hříšice
Hříšice är en ort i Tjeckien.   Den ligger i regionen Södra Böhmen, i den centrala delen av landet, 130 km sydost om huvudstaden Prag. Hříšice ligger 525 meter över havet och antalet invånare är 320.
Terrängen runt Hříšice är platt. Runt Hříšice är det ganska tätbefolkat, med 56 invånare per kvadratkilometer. Närmaste större samhälle är Dačice, 4,9 km sydväst om Hříšice. Trakten runt Hříšice består till största delen av jordbruksmark.